# Pocona (Cochabamba)
Pocona ist eine Ortschaft im Departamento Cochabamba im südamerikanischen Anden-Staat Bolivien.

## Lage im Nahraum
Pocona ist zentraler Ort des Landkreises (bolivianisch: Municipio) Pocona in der Provinz Carrasco. Die Ortschaft liegt auf einer Höhe von 2721 m am rechten Ufer des Río Pocona Mayu, der in südöstlicher Richtung zum Río Mizque hin entwässert.

## Geographie
Pocona liegt in einem der Hochtäler der Gebirgskette der Cordillera Oriental, die nach Osten zu in das bolivianische Tiefland übergeht. Das Klima der Region ist gekennzeichnet durch ein typisches Tageszeitenklima, bei dem die Temperaturunterschiede zwischen Tag und Nacht deutlicher ausfallen als zwischen den Jahreszeiten.
Die Jahresdurchschnittstemperatur beträgt 14 °C, die Monatswerte schwanken zwischen 11 °C im Juni/Juli und 16 °C im November/Dezember (siehe Klimadiagramm Totora). Der Jahresniederschlag beträgt 600 mm und fällt vor allem in den Sommermonaten von Dezember bis Februar mit Monatswerten von 100 bis 125 mm; dem steht eine Trockenzeit von Mai bis Oktober mit Monatsniederschlägen von unter 30 mm gegenüber.

## Verkehr
Pocona liegt in einer Entfernung von 110 Straßenkilometern südöstlich von Cochabamba, der Hauptstadt des gleichnamigen Departamentos.
Von Cochabamba führt die asphaltierte Fernstraße Ruta 7 über Tolata und Paracaya nach Epizana und weiter über Pojo, Comarapa und La Angostura in die Tiefland-Metropole Santa Cruz. Zehn Kilometer nordwestlich von Epizana zweigt eine unbefestigte Landstraße in südwestlicher Richtung ab und erreicht nach zwanzig Kilometern Pocona. 

## Bevölkerung
Die Einwohnerzahl des Ortes ist von 1992 bis 2012 auf fast das Doppelte angestiegen:
| Jahr | Einwohner | Quelle       |
| ---- | --------- | ------------ |
| 1992 | 259       | Volkszählung |
| 2001 | 244       | Volkszählung |
| 2012 | 440       | Volkszählung |

Aufgrund der historisch entwickelten Bevölkerungsverteilung weist die Region einen hohen Anteil an Quechua-Bevölkerung  auf, im Municipio Pocona sprechen 99,1 Prozent der Bevölkerung die Quechua-Sprache.

## Persönlichkeiten
- Abel Costas Montaño (* 25. Mai 1920 in Pocona; † 11. Februar 2015 in Cochabamba), war Bischof von Tarija.